# مياه رمادية

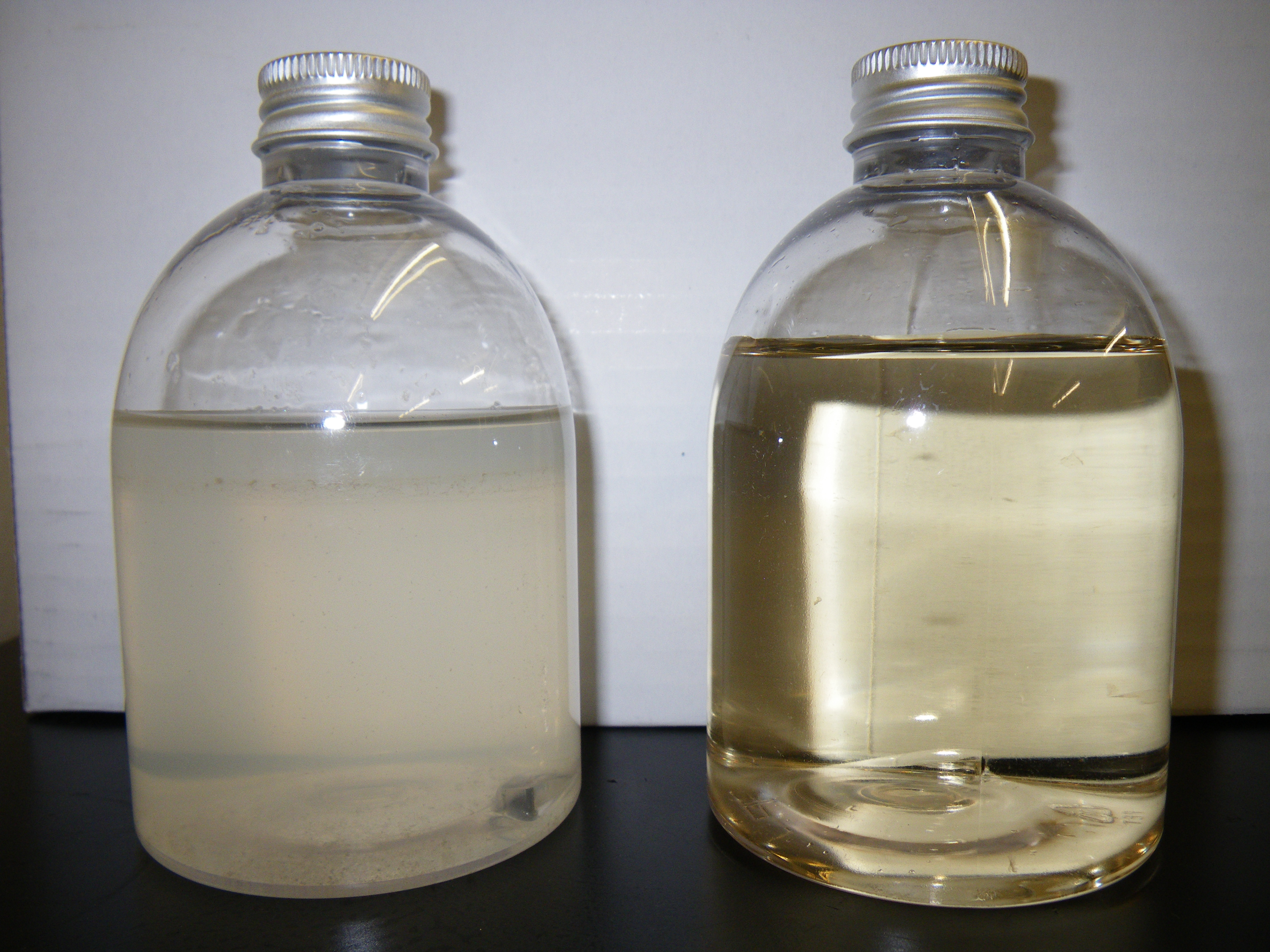

المياه الرمادية هي المياه الخارجة من المغاسل وأحواض الاستحمام والغسالات والمصارف الأرضية. تأخذ المياه الرمادية اسمها من اللون الرمادي الذي تؤول إليه بعد من الركود وتتميز هذه المياه بأنها لا تحتوي على مواد عضوية. أما المياه الخارجة من المراحيض فهي مياه سوداء لا يمكن إعادة استخدامها إلا بعد معالجتها.
نسبة التلوث فيها قليلة نسبة للمياه السوداء،
مليئة بالمغذيات النباتية والمكونات العضوية التي تنتج من غسل الاواني والاستحمام وغيرها،
يتطلع العالم الآن بمختلف دوله لاعادة استعمال المياه الرمادية، حيث أننا باعادة استعمال المياه الرمادية ولو بالري، نكون قد وفرنا مصادرنا من المياه الطبيعية لأغراض الشرب أكثر،

## التعريف
يحدد المعيار الأوروبي 12056-1 المياه الرمادية على أنها مياه خالية من الغائط أو الروث، أو على أنها مياه منزلية منخفضة التلوث، كما هو الحال بالمياه الناتجة أثناء الاستحمام، الاغتسال، غسل اليدين، أو الناتجة أيضا من الغسالة. يتم إقصاء مياه المطبخ من التعريف، بسبب تعرضها للتلوث العضوي من مخلفات الشحوم ونفايات الطعام.
يمكن إعادة استصلاح المياه الرمادية - من خلال استخدام نظم تدوير المياه على سبيل المثال - لتصبح صالحة لإعادة الاستعمال. عادة تتم عملية التنظيف بالاعتماد على وسائل ميكانيكية-بيولوجية بحتة.

## اقرأ أيضاً
- مياه سوداء